# 이미례
이미례(한국 한자: 李美禮, 1957년 8월 20일 ~ )는 대한민국의 영화 감독이다.

## 생애
경기도 화성에서 태어났다. 동국대학교 연극영화학과를 졸업했다. 1984년 수렁에서 건진 내딸로 감독 데뷔했다. 2013년 현재 씨맥스픽쳐스 대표. 

## 작품

### 감독
- 1984년 수렁에서 건진 내딸
- 1987년 물망초
- 1987년 학창보고서
- 1991년 사랑은 지금부터 시작이야

## 수상
- 1988년 24회 백상예술대상 영화 신인감독상
- 2008년 올해의 여성영화인상 공로상